# Dentalium crosnieri
Dentalium crosnieri är en blötdjursart som beskrevs av Victor Scarabino 1995. Dentalium crosnieri ingår i släktet Dentalium och familjen Dentaliidae. Inga underarter finns listade i Catalogue of Life.